# Komet Neujmin 3
Komet Neujmin 3  (uradna oznaka je 42P/Neujmin ) je periodični komet z obhodno dobo okoli 10,7 let. Pripada Jupitrovi družini kometov.

## Odkritje
Komet je odkril 2. avgust 1929 ruski astronom Grigorij Nikolajevič Neujmin  (1886 – 1946).

## Lastnosti
Komet Neujmin 3 in Komet Van Biesbroeck sta dela kometa, ki je razpadel marca 1845 .
Premer jedra kometa je 2,2 km .